# Pappinivattom
Pappinivattom es una ciudad censal situada en el distrito de Thrissur en el estado de Kerala (India). Su población es de 21600 habitantes (2024). Se encuentra a 20 km de Thrissur y a 82 km de Cochín.

## Demografía
Según el censo de 2011 la población de Pappinivattom era de 15336 habitantes, de los cuales 6929 eran hombres y 8407 eran mujeres. Pappinivattom tiene una tasa media de alfabetización del 95,85%, superior a la media estatal del 94%: la alfabetización masculina es del 97,52%, y la alfabetización femenina del 94,52%.